# Qué no daría yo por la memoria

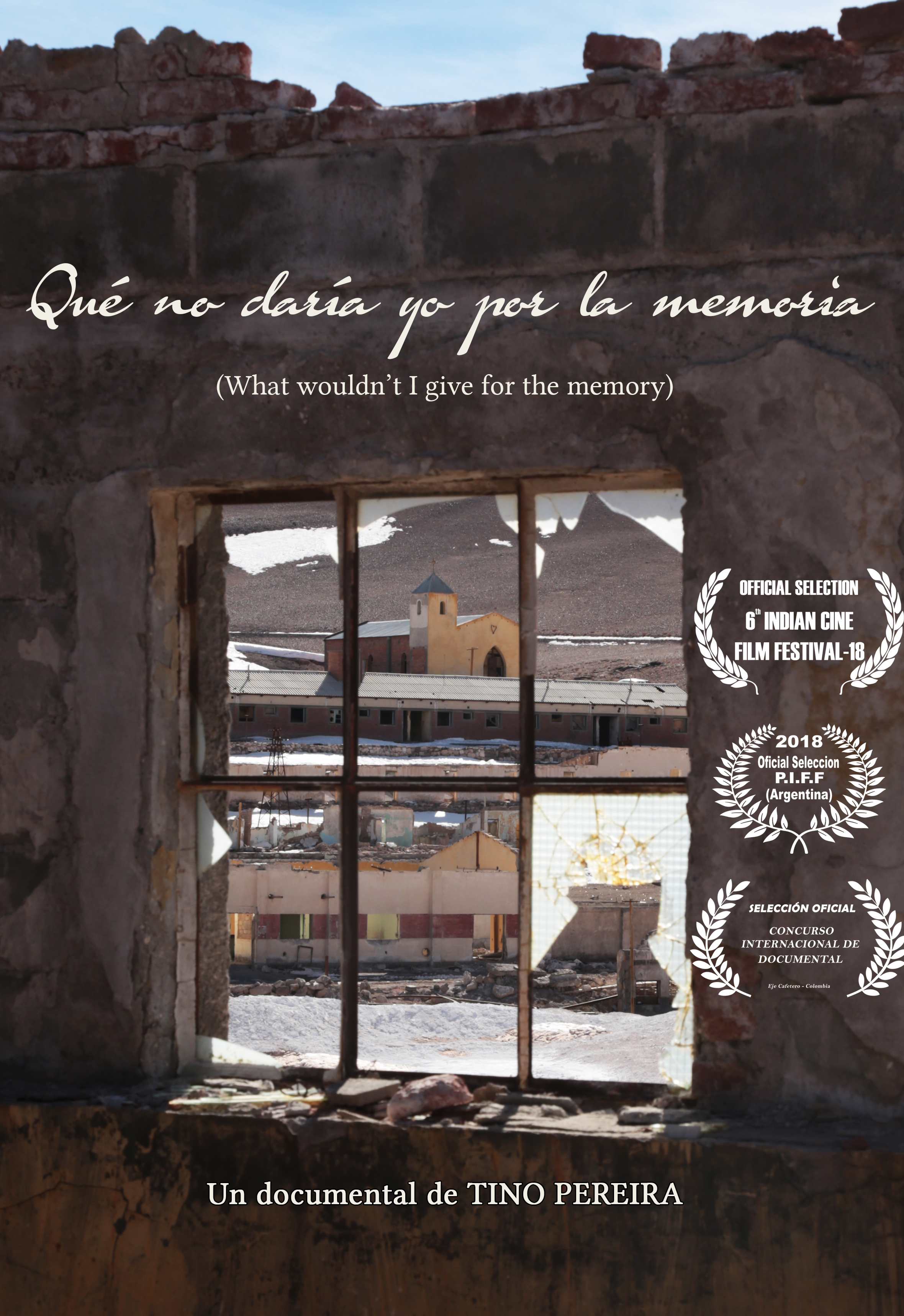
Afiche del cortometraje Qué no daría yo por la memoria

Qué no daría yo por la memoria es un cortometraje documental dirigido por Tino Pereira (Martín Miguel Pereira), producido por Candela Vey, con guion de ambos y fotografía y cámara a cargo de Federico Marión. El film trata sobre el viaje que realizan todos los años los ex habitantes del pueblo fantasma Mina La Casualidad a su lugar de origen. Fue rodado a comienzos de diciembre de 2017 en Salta Capital, San Antonio de los Cobres, Tolar Grande y Mina La Casualidad.[cita requerida]

## Argumento
Los ex habitantes de Mina La Casualidad (autodenominados "azufreros") vivieron, en muchos casos, desde su nacimiento en el campamento donde se procesaba el azufre extraído del Cerro Estrella. Sin embargo, en el año 1977, al decretarse el cierre de la mina y, con ello, del campamento, fueron obligados a abandonar su hogar. El contexto del gobierno dictatorial del Proceso de Reorganización Nacional, los privó de cualquier tipo de resistencia o protesta, quedando librados a su suerte sin ni siquiera, en la mayoría de los casos, una indemnización que les permitiera afrontar el duro futuro que les esperaba. A partir de 2003 vuelven a juntarse y planear un viaje de vuelta a su pueblo (un pueblo fantasma desde su cierre) que termina realizándose en 2005 luego de dos intentos fallidos. Desde ese momento, todos los años vuelven el día de la virgen para pasar unos días allí. Mientras tanto, crearon una ONG con la cual intentan convencer a los políticos de su provincia para que declaren a su pueblo sitio de interés histórico.

## Historia de Mina la Casualidad
La Casualidad es una localidad actualmente abandonada de la provincia de Salta, dentro del Departamento Los Andes, en la puna argentina, en cercanías al límite fronterizo con la República de Chile. El nombre Mina La Casualidad se utiliza de modo indistinto para mencionar tanto a la localidad como a la antigua azufrera "Mina Julia" que le dio origen.
La localidad se encuentra situada a una altura de 4180 metros sobre el nivel del mar y a unos 25 km. de distancia hacia el oeste, prácticamente en el límite con Chile, se ubica el área de explotación de la antigua “Mina Julia”, que se extiende sobre la ladera del cerro Estrella (también llamado Lastarria o Azufre) a una altura promedio de 5505 msnm.
La Casualidad se encuentra en plena puna salteña muy cerca del límite con la provincia de Catamarca. 
El acceso se realiza por la Ruta Provincial 27.
La historia de La Casualidad está estrechamente ligada al desarrollo de la actividad minera de extracción de azufre en el cerro Estrella.
En el año 1940 se creó la Compañía Azufrera Argentina S.A., cuyo objetivo era la explotación de los recursos de azufre existentes en la cordillera salteña. En 1947 la empresa fue adquirida en un 50% por la Dirección General de Fabricaciones Militares, creada unos años antes. Hacia 1952 el total del paquete accionario fue adquirido por el estado nacional a través de Fabricaciones Militares y la empresa pasó a llamarse Establecimiento Azufrero Salta.Durante todo este período, la actividad minera y la localidad aledaña estaban en pleno crecimiento y expansión. Según un informe de 1947, en ese tiempo vivían en la localidad alrededor de 600 personas vinculadas laboralmente de modo directo a la explotación minera.
En la etapa de máxima expansión, la localidad llegó a contar con una población de alrededor de 3000 habitantes, compuesta principalmente por los trabajadores de la explotación minera y sus familias, a los que se sumaban las personas dedicadas al aprovisionamiento, el transporte y la prestación de servicios. La localidad contaba con una serie de facilidades y servicios, tales como un centro de medicina básica, escuelas, un pequeño cinematógrafo y espacio para la práctica de deportes. En La Casualidad los empleados en sus horas libres jugaban al fútbol y al basket en las canchas al aire libre que había allí hasta que fueron cubiertas por los desechos de las plantas de flotación (principalmente) y de refinación. Esto solo podía ocurrir en horas matutinas, porque después del mediodía corría siempre un viento del oeste, de velocidad superior a los 60 Km/h.
La localidad comenzó su proceso de despoblamiento a partir del año 1977, cuando el entonces Ministro de Economía José Alfredo Martínez de Hoz decretó la clausura de Mina Julia, aún en actividad. En ese momento, en La Casualidad vivían alrededor de 2000 personas.
Hacia el año 2005, antiguos trabajadores y residentes de La Casualidad formaron una ONG con el objeto de impulsar la reactivación de la localidad, a partir del desarrollo de proyectos vinculados a la actividad turística. Entre los proyectos se incluye la creación de un museo minero y la preservación de la mina y sus aledaños mediante la creación de una zona protegida o declaración de monumento histórico.

## Estreno y repercusiones

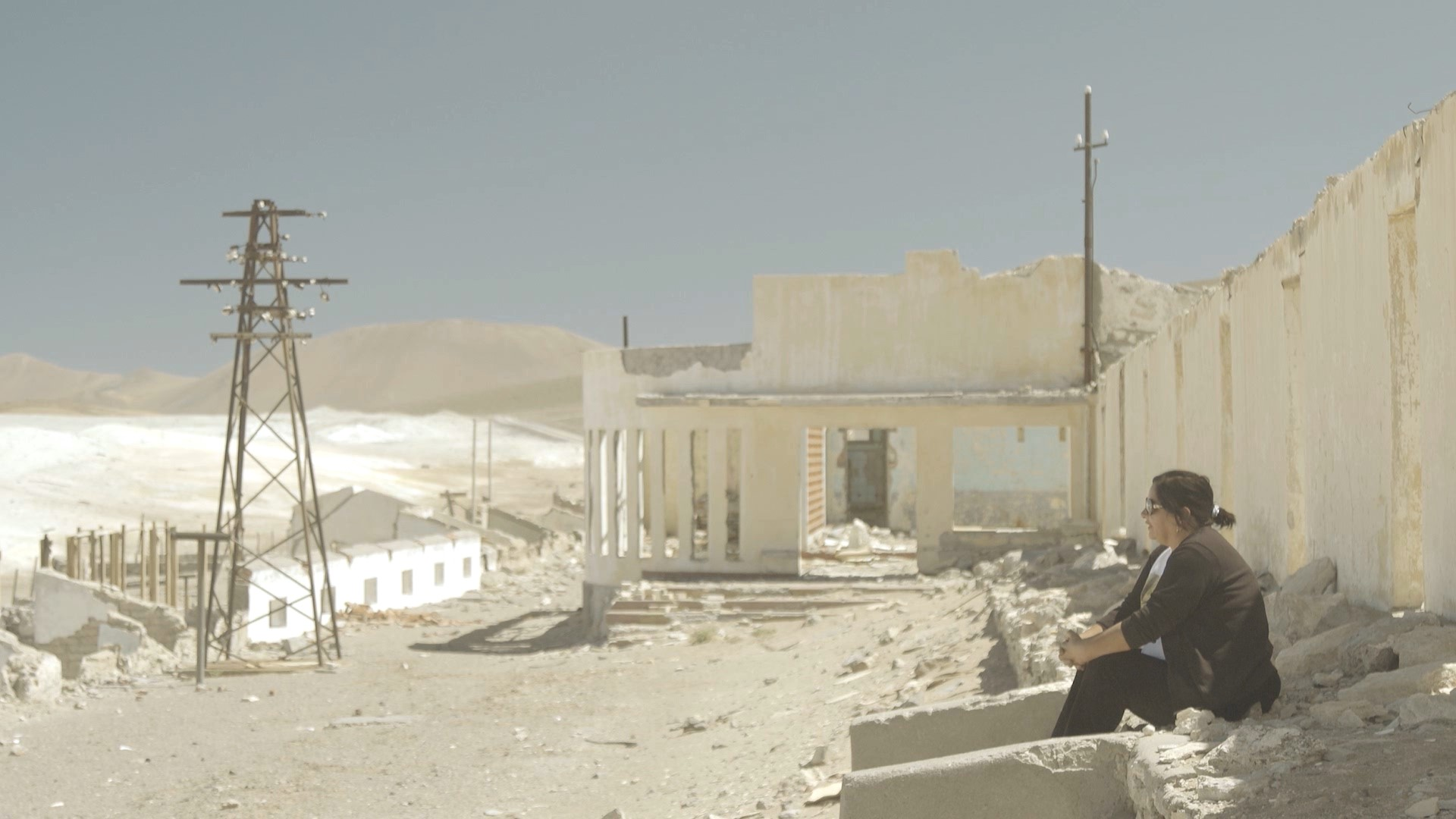
Nora Gallegos en Mina La Casualidad

El cortometraje fue estrenado el 9 de septiembre de 2018 en el ICFF (India Cine Film Festival) en Mumbai, donde fue seleccionado en la Competencia Oficial.[cita requerida] Recibió el premio al mejor montaje, realizado por su director.[cita requerida] A su vez, ha iniciado un largo recorrido por festivales de todo el mundo, quedando en competencia oficial en los festivales "Sound & Image Challenge International Festival 2018" de Macao; "9º Festival Internacional de cine Visión Ribereña" de Villa Constitución; "XIII Festival Internacional de Cine de DosQuebradas"; "Paraná Internacional Films Festival"; "Roma Cinema DOC"[cita requerida] y fue proyectado fuera de competencia en el "Shnit Worldwide Shortfilmfestival PLAYGROUND BUENOS AIRES".[cita requerida]